# Municipio de Jackson (condado de Wayne, Iowa)
El municipio de Jackson (en inglés: Jackson Township) es un municipio ubicado en el condado de Wayne en el estado estadounidense de Iowa. En el año 2010 tenía una población de 173 habitantes y una densidad poblacional de 1,85 personas por km².

## Geografía
El municipio de Jackson se encuentra ubicado en las coordenadas 40°40′19″N 93°16′40″O / 40.67194, -93.27778. Según la Oficina del Censo de los Estados Unidos, el municipio tiene una superficie total de 93.58 km², de la cual 93,42 km² corresponden a tierra firme y (0,17 %) 0,16 km² es agua.

## Demografía
Según el censo de 2010, había 173 personas residiendo en el municipio de Jackson. La densidad de población era de 1,85 hab./km². De los 173 habitantes, el municipio de Jackson estaba compuesto por el 97,11 % blancos y el 2,89 % eran de una mezcla de razas. Del total de la población el 0 % eran hispanos o latinos de cualquier raza.